# Quả

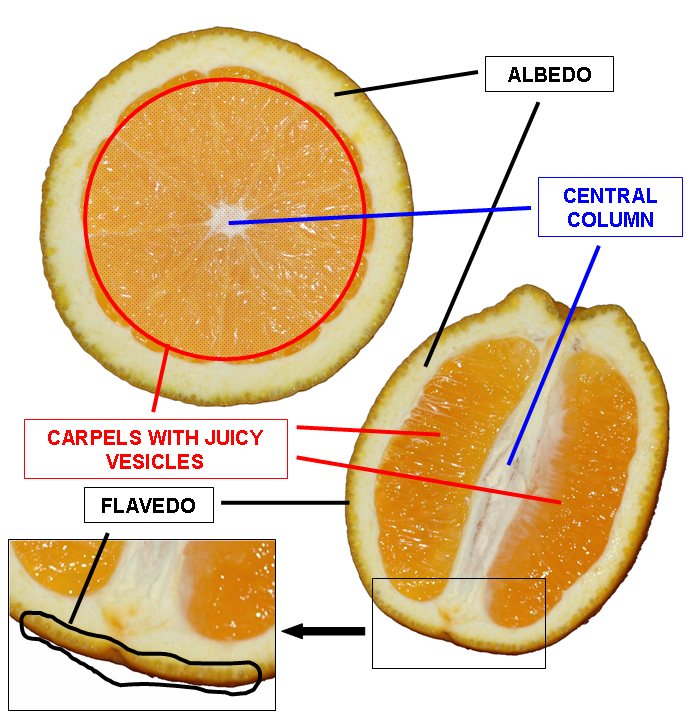
Sơ đồ hình ảnh quả cam có múi

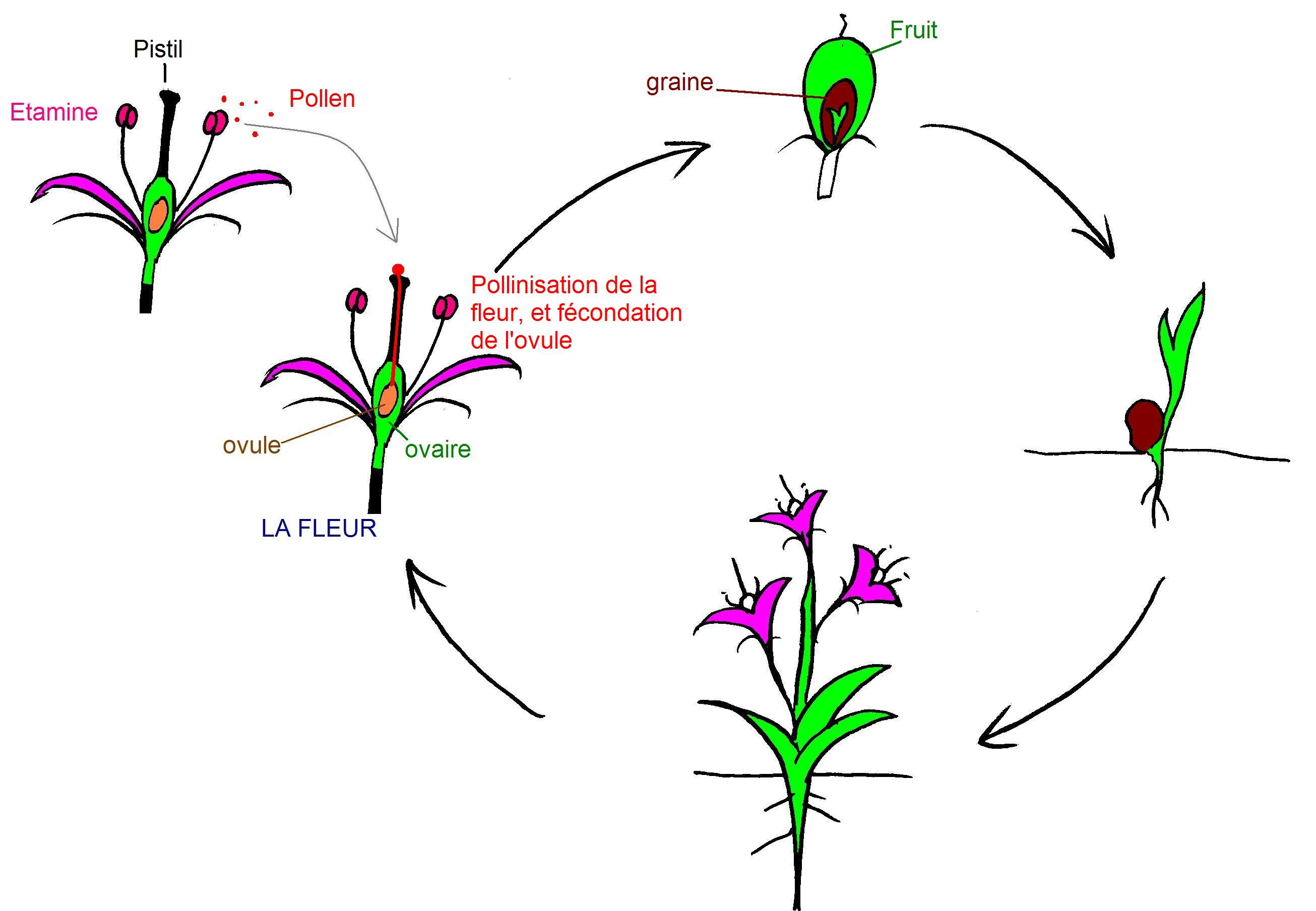
Bản đồ thể hiện quả trong chu kỳ sinh sản.

Trong thực vật học, quả hay trái là cấu trúc mang hạt của thực vật có hoa, được hình thành trong bầu nhụy trưởng thành của một hoặc nhiều hoa sau khi hoa nở. Quả thường có ba dạng giải phẫu chính: quả tụ, quả phức và quả đơn.
Quả là phương tiện để thực vật có hoa phân tán hạt của chúng. Nhiều loại thực vật cho quả ăn được đã phân tán nhờ sự di chuyển của con người và các loài động vật theo mối quan hệ cộng sinh — một nhóm được phát tán hạt giống và một bên thu thập được chất dinh dưỡng nói riêng. Vì thế, quả cũng là một nguồn thực phẩm đối với con người và nhiều loài động vật. Ở một số loại quả, phần ăn được không phải từ bầu nhụy mà từ vách quả, chẳng hạn như măng cụt, lựu và dứa. Từ đấy, các mô của hoa và thân cung cấp phần ăn được.
Hạt cỏ là loại quả đơn hạt đơn, trong đó vỏ quả và màng hạt hợp nhất thành một lớp. Loại quả này được gọi là quả thóc. Ví dụ bao gồm các loại ngũ cốc như lúa mì, lúa mạch, yến mạch và gạo.

## Thực vật học

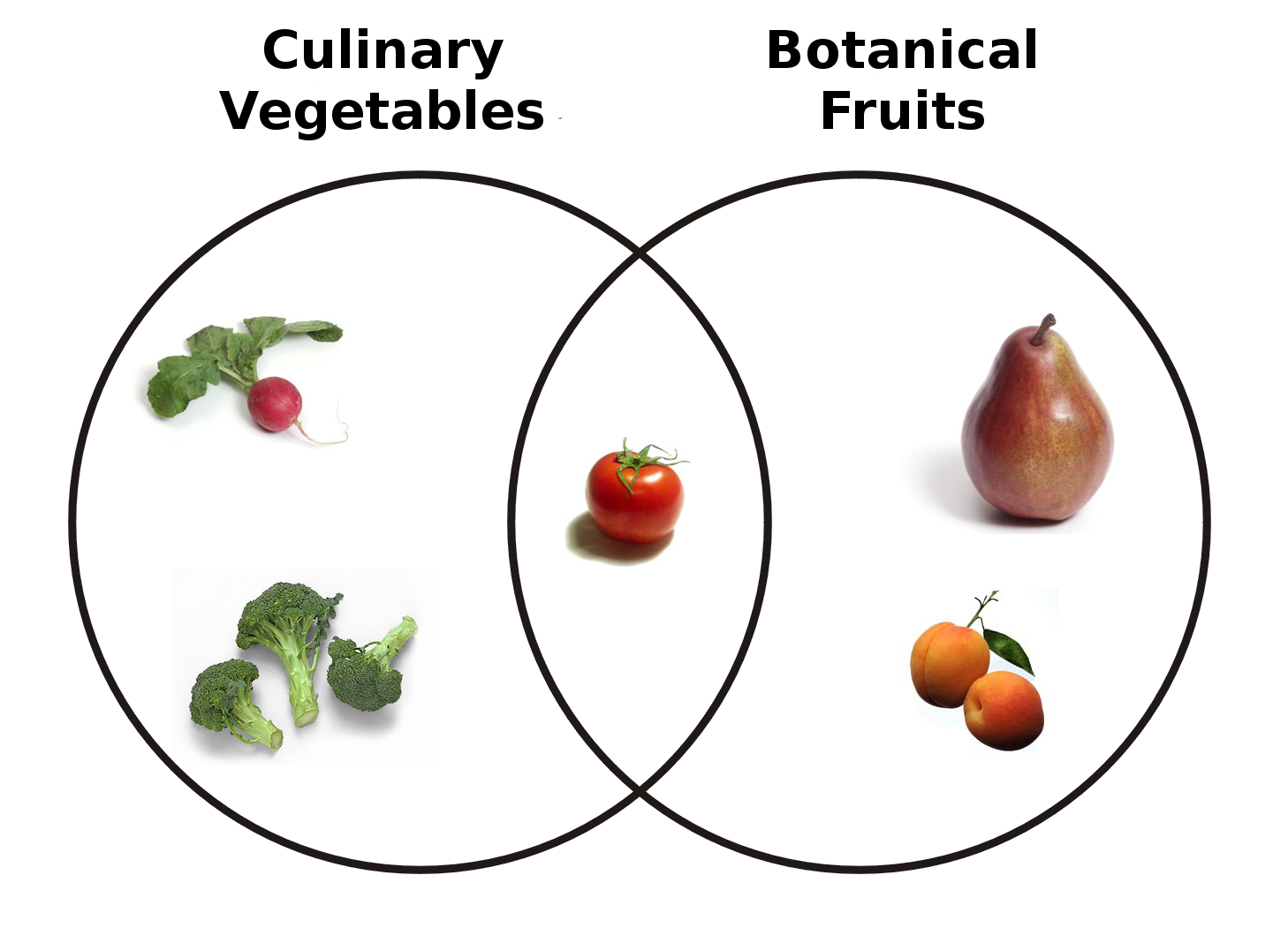
Biểu đồ Venn thể hiện mối quan hệ rau quả (chế biến) và trái cây (thực vật học)

Quả theo thực vật học bao gồm nhiều loại kết cấu mà thường không được gọi là "quả" chẳng hạn như là các dạng "quả đậu", "bắp ngô", "hạt lúa mì" và cà chua.
Những loại rau quả có thể nấu được, về mặt thực vật học bao gồm họ Bầu bí (ví dụ: bí, bí ngô, dưa chuột...), cà chua, đậu Hà Lan, hạt đậu, ngô, cà tím và ớt chuông. Thêm vào đó, nếu nói theo nghĩa thực vật học thì một số thực vật làm gia vị, chẳng hạn như tiêu Jamaica và các loại ớt cũng được xem là "quả". Ngược lại, cây đại hoàng cũng thỉnh thoảng được xem như một loại "quả" bởi nó thường được sử dụng để làm các món tráng miệng như là bánh nướng, dù rằng chỉ có phần cuống lá là ăn được. Các loại hạt trần ăn được thường được đặt tên theo quả, ví dụ như hạt thông, hạt bạch quả.
Về mặt thực vật học, một hạt ngũ cốc, chẳng hạn như ngô, lúa mì hoặc gạo cũng được xem là một loại quả, theo thuật ngữ là quả thóc. Tuy nhiên vỏ quả lại rất dày và thường kèm theo một lớp áo hạt. Vì vậy mà hầu hết các loại hạt ăn được thật ra chính là phần hạt giống.
Nhiều thuật ngữ thông dụng chỉ các loại hạt giống và quả lại không phù hợp với sự phân loại thực vật học. Trong thực vật học, hạt giống là phần noãn đã chín, quả là phần bầu nhụy hoặc lá noãn đã chín mà có chứa hạt giống bên trong. Còn quả hạt là một loại "quả" chứ không phải "hạt giống".

## Sự phát triển của quả

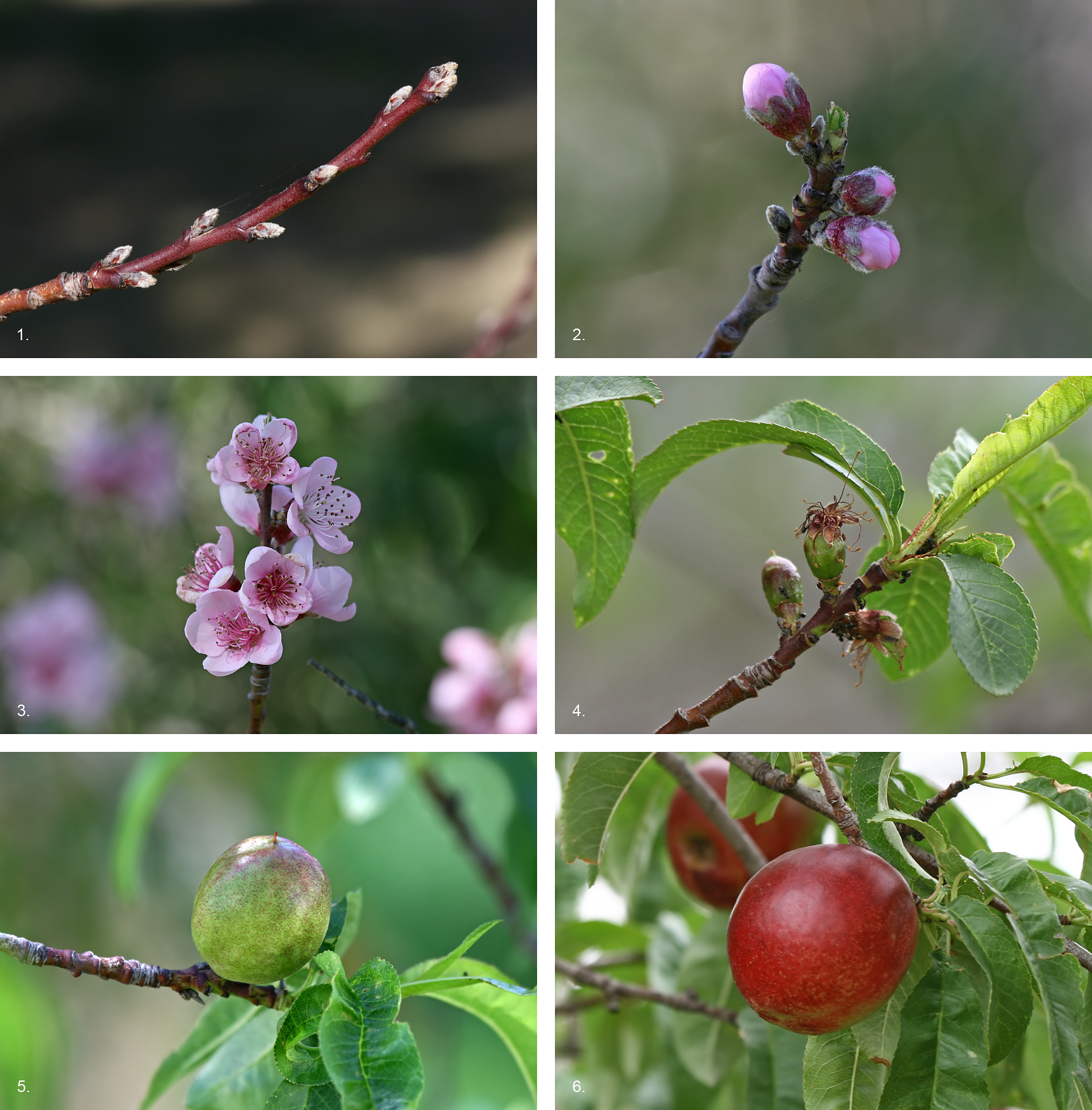
Chuỗi phát triển của một loại quả hạch điển hình là quả xuân đào (Prunus persica) sau hơn 7 tháng rưỡi, bắt đầu hình thành chồi vào đầu mùa đông và cho ra quả chín vào giữa mùa hè (xem hình gốc để có thể thấy chi tiết hơn)

Cấu trúc quả hạch

Quả là kết quả từ phần phát triển của một hoặc nhiều hoa. Bộ nhụy của hoa sẽ tạo nên một phần hoặc toàn bộ quả.
Bên trong bầu nhụy là một hoặc nhiều noãn, nơi giao tử lớn chứa tế bào trứng. Sau quá trình thụ tinh kép, những noãn này sẽ trở thành các hạt giống. Noãn được thụ tinh trong một quá trình bắt đầu bằng việc thụ phấn, bao gồm việc di chuyển của phấn hoa từ nhị hoa đến đầu nhụy của hoa. Sau khi thụ phần, một phần ống sẽ mọc ra từ hạt phấn, xuyên qua đầu nhụy, đi thằng vào bầu nhụy và đến phần noãn, và hai tinh trùng sẽ được chuyển đến giao tử lớn từ hạt phấn. Bên trong giao tử lớn, một tinh trùng sẽ kết hợp với trứng để tạo thành hợp tử. Tinh trùng còn lại sẽ vào tế bào trung tâm để tạo thành tế bào mẹ của phần nội nhũ, hoàn tất quá trình thụ tinh kép. Sau đó hợp tử sẽ phát triển thành phôi của hạt giống, còn tế bào mẹ của phần nội nhũ sẽ phát triển thành nội nhũ, là phần mô dinh dưỡng được phôi sử dụng.
Khi noãn phát triển thành hạt, bầu nhụy sẽ bắt đầu chín. Phần vách của bầu nhụy (tiếng Anh: pericarp) có thể có thịt quả (như quả mọng hoặc quả hạch) hay tạo thành phần vỏ cứng bao phủ bên ngoài (quả hạt). Trong một số quả có nhiều hạt, phần mở rộng của lớp thịt quả đã phát triển sẽ tương ứng với lượng noãn đã thụ tinh. Phần thịt quả (pericarp) thường được phân biệt thành hai hoặc ba lớp khác nhau, là vỏ quả ngoài (tiếng Anh: exocarp hay epicarp), vỏ quả giữa (tiếng Anh: mesocarp) và vỏ quả trong (tiếng Anh: endocarp). Trong một số loại quả, đặc biệt là quả đơn phát triển từ phần bầu nhụy dưới, hoặc từ những phần khác của hoa (chẳng hạn như phần ống của hoa, bao gồm cánh hoa, đài hoa và nhị hoa), nằm chung với bầu nhụy và cùng chín với nó. Trong những trường hợp khác, đài hoa, cánh hoa cùng với bộ nhụy sẽ rụng xuống, có thể có hoặc không kèm theo nhị hoa. Nếu như những bộ phận khác của hoa cũng là một phần của quả, quả đó sẽ được gọi là quả giả. Vì những bộ phận khác của hoa có thể tham gia tạo thành kết cấu của quả, việc nghiên cứu kết cấu của hoa để có thể hiểu được sự hình thành quả là quan trọng.
Có ba cách phát triển của quả như sau:
- Loại quả có lá noãn rời phát triển từ một hoa đơn, có thể có một hoặc nhiều lá noãn tách rời, chúng là những loại quả đơn giản nhất.
- Loại quả tụ phát triển từ một bộ nhụy đơn, có thể có hai hoặc nhiều lá noãn kết hợp.
- Loại quả phức được tạo thành từ nhiều hoa khác nhau.

## Phân loại quả

### Quả đơn
Quả đơn có thể là quả thịt hoặc quả khô, và do một bầu nhụy đơn hoặc phức đã chín chỉ với một nhụy hoa. Quả khô có thể là dạng quả nẻ (tự nứt để phân tán hạt giống) hoặc quả không nẻ (không tự nứt để phân tán hạt giống). Sau đây là một số loại quả đơn, khô kèm theo ví dụ:

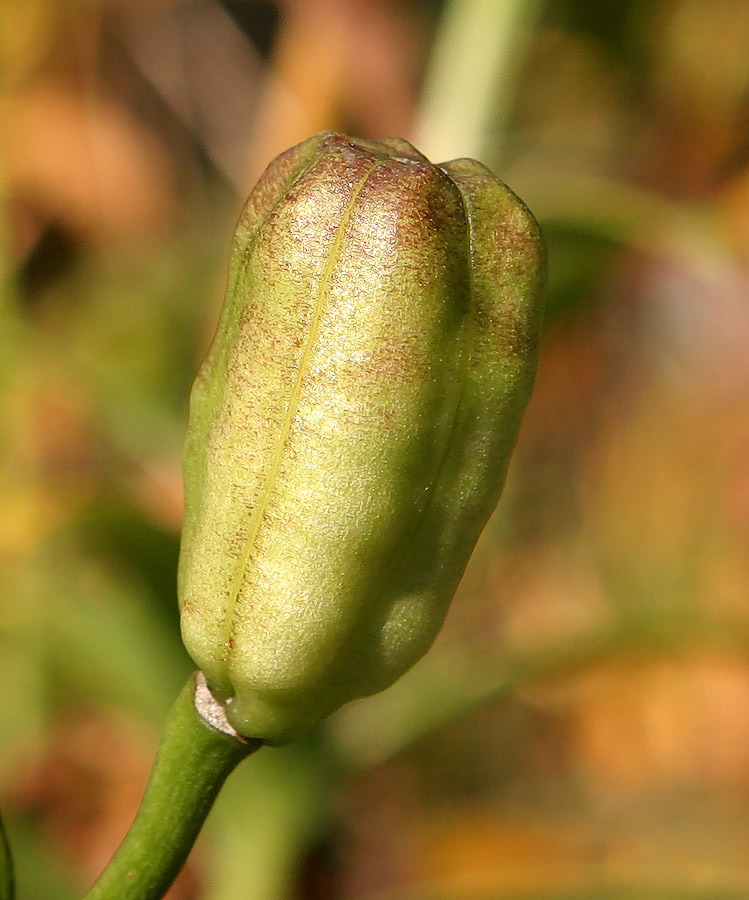
Quả nang chưa chín của cây hoa loa kèn

- Nhóm Quả bế (achene) - đa phần thấy được ở dạng quả giả (dâu tây).
- Nhóm Quả nang (capsule) – quả hạch Brazil
- Nhóm Quả thóc (caryopsis) – lúa mì
- Nhóm Cypsela – một loại quả có dạng như quả thóc, chuyển hóa từ những hoa nhỏ trong một cụm hoa (bồ công anh).
- Nhóm Quả hạch có xơ (drupe) – (dừa, quả óc chó)

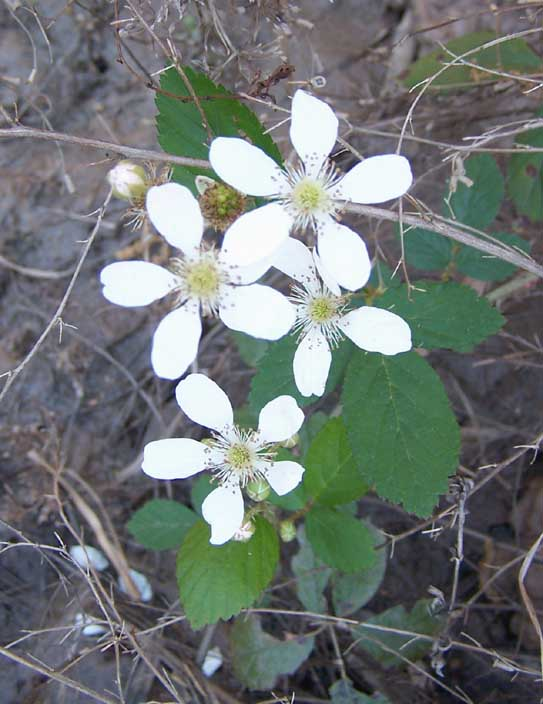
Hoa của Dewberry (một loại mâm xôi). Hãy chú ý phần nhụy phức, mỗi nhụy đó sẽ phát triển thành một quả hạch con. Mỗi hoa sẽ trở thành một quả tụ có dạng như mâm xôi..

- Nhóm Quả đại (follicle) – được hình thành từ một lá noãn, và tách ra bởi một đường nối (chi Bông Tai). Thường thấy nhiều hơn ở các quả tụ (chi Mộc Lan)
- Nhóm Quả đậu (legume) – (Đậu Hà Lan, đậu hạt, lạc)
- Nhóm Quả thắt ngấn (loment) – một dạng quả đậu không nẻ
- Nhóm Quả kiên (nut) – (quả phỉ, quả sồi, hạt dẻ)
- Nhóm Quả cánh (samara) – (quả cây du, quả cây tần bì, quả cây thích
- Nhóm Quả nứt (schizocarp) – cà rốt
- Nhóm Quả cải (silique) – cải củ
- Nhóm Quả cải (silicle) – tương tự silique, nhưng cho quả ngắn hơn
- Nhóm Quả dạng túi (utricle) – củ dền

Những loại quả có một phần hoặc toàn phần của vách quả (pericarp) là thịt quả khi đã phát triển thì được gọi là quả thịt đơn. Sau đây là một số loại quả đơn, có thịt kèm theo ví dụ:

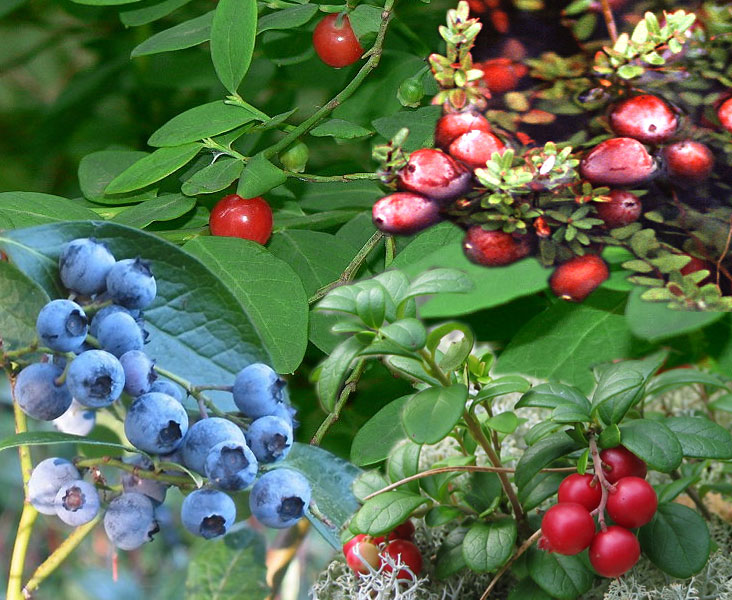
Các loại quả mọng với bầu nhụy nằm trong đế hoa là quả đơn có thịt. Theo chiều kim đồng hồ từ trên xuống: cranberries, lingonberries, blueberries red huckleberries

- Nhóm Quả mọng (berry) – (quả lý chua, quả lý gai, cà chua, mạn việt quất)
- Nhóm Quả cứng hoặc quả hạch (drupe) – (mận, anh đào, đào, mơ, ô liu)

### Quả tụ
Bài viết chính: Quả tụ

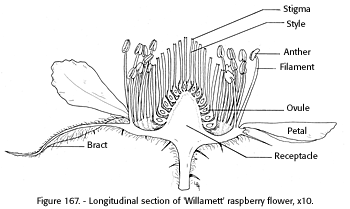
Hình vẽ chi tiết hoa mâm xôi.

Quả tụ được hình thành từ những hoa đơn có nhiều lá noãn không ghép lại với nhau, ví dụ: mỗi nhụy hoa có chứa một lá noãn. Mỗi nhụy hoa hình thành một quả con. Và nhóm các quả con được gọi là "etaerio". Bốn loại quả tụ có chứa "etaerio" là quả bế, quả đại, quả hạch con và quả mọng. Các loại thực vật họ Mao lương, gồm cây ông lão và cây mao lương, quả đều có "etaerio" của quả bế. Chi Bồng Bồng thì quả có "etaerio" của quả đại. Các loại thực vật thuộc chi Mâm xôi thì quả có "etaerio" của quả hạch con. Quả của thực vật chi Na thì có "etaerio" của quả mọng.
Cây mâm xôi có các nhụy hoa được gọi "quả hạch con" vì mỗi nhụy hoa đều giống như một quả hạch nhỏ, gắn liền với đế hoa. Với quả của một số loại cây bụi (như cây mâm xôi), phần đế hoa được kéo dài ra và là một phần của quả khi chín, do đó mâm xôi là quả tụ giả. Quả dâu tây cũng là một loại quả tụ giả, loại duy nhất có chứa hạt giống trong quả bế. Trong những ví dụ trên, quả phát triển từ một hoa đơn với nhiều nhụy hoa.
Quả tụ phát triển từ một hoa đơn với nhiều nhụy đơn.
- Nhóm thuộc mộc lan và mẫu đơn – nhóm các quả đại phát triển từ một hoa
- Nhóm Sweet gum (chi thực vật có hoa trong họ Altingiaceae) – nhóm các quả nang
- Nhóm Sung dâu (sycamore) – (nhóm các quả bế)
- Nhóm Tục đoạn (teasel) – (nhóm Cypsela)
- Nhóm Tuliptree – (nhóm các quả cánh)

Các loại quả dạng như táo, thuộc họ hoa hồng (bao gồm táo, lê) là quả tụ có thịt, một loại quả đơn phát triển từ bầu nhụy ở giữa. Các loại quả nứt hình thành từ bầu nhụy của quả tụ và không thật sự nẻ ra, nhưng có thể tách thành những đoạn khác nhau, có chứa một hoặc nhiều hạt giống. Chúng có nhiều dạng khác nhau, trải dài khắp các chi họ.

### Quả phức
Bài viết chính: Quả phức
Quả phức là loại quả được hình thành từ một cụm hoa (còn gọi là "inflorescence"). Mỗi hoa sẽ cho ra một quả, nhưng khi chúng lớn sẽ tạo thành một thể duy nhất.[22] Ví dụ như quả dứa, quả sung, quả dâu tằm, osage orange (thực vật có hoa trong họ Moraceae) và quả xa kê.

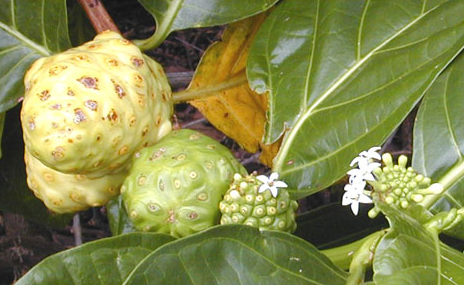
Với một số cây, chẳng hạn như cây nhàu này, hoa phát triển đều theo cành và ta dễ dàng thấy được ví dụ về sự ra hoa, kết quả và quả chín.

Trong hình bên phải, ta có thể quan sát được các giai đoạn ra hoa và kết quả của cây nhàu trên một cành. Đầu tiên một cụm hoa trắng được hình thành. Sau khi thụ tinh, mỗi hoa sẽ phát triển thành một quả hạch, và khi quả hạch lớn, chúng sẽ hòa vào nhau (connate) tạo thành một quả thịt dạng phức gọi là "syncarpet".

### Quả mọng
Bài viết chính: Quả mọng
Quả mọng là một dạng khác của quả thịt, chúng là những quả đơn được hình thành từ một bầu nhụy đơn. Bầu nhụy có thể là dạng kết hợp từ vài lá noãn. Ví dụ: Nhóm quả họ bầu (pepo) – dạng quả mọng với vỏ cứng, thuộc loại Bầu bí.
Nhóm quả có múi (hesperidium) – dạng quả mọng với vỏ bóng và có nước bên trong, như các loại quả thuộc chi Cam chanh.

### Quả giả
Bài viết chính: Quả giả
Một vài phần hoặc toàn bộ phần ăn được của quả giả đều không được hình thành từ bầu nhụy.

## Quả không hạt

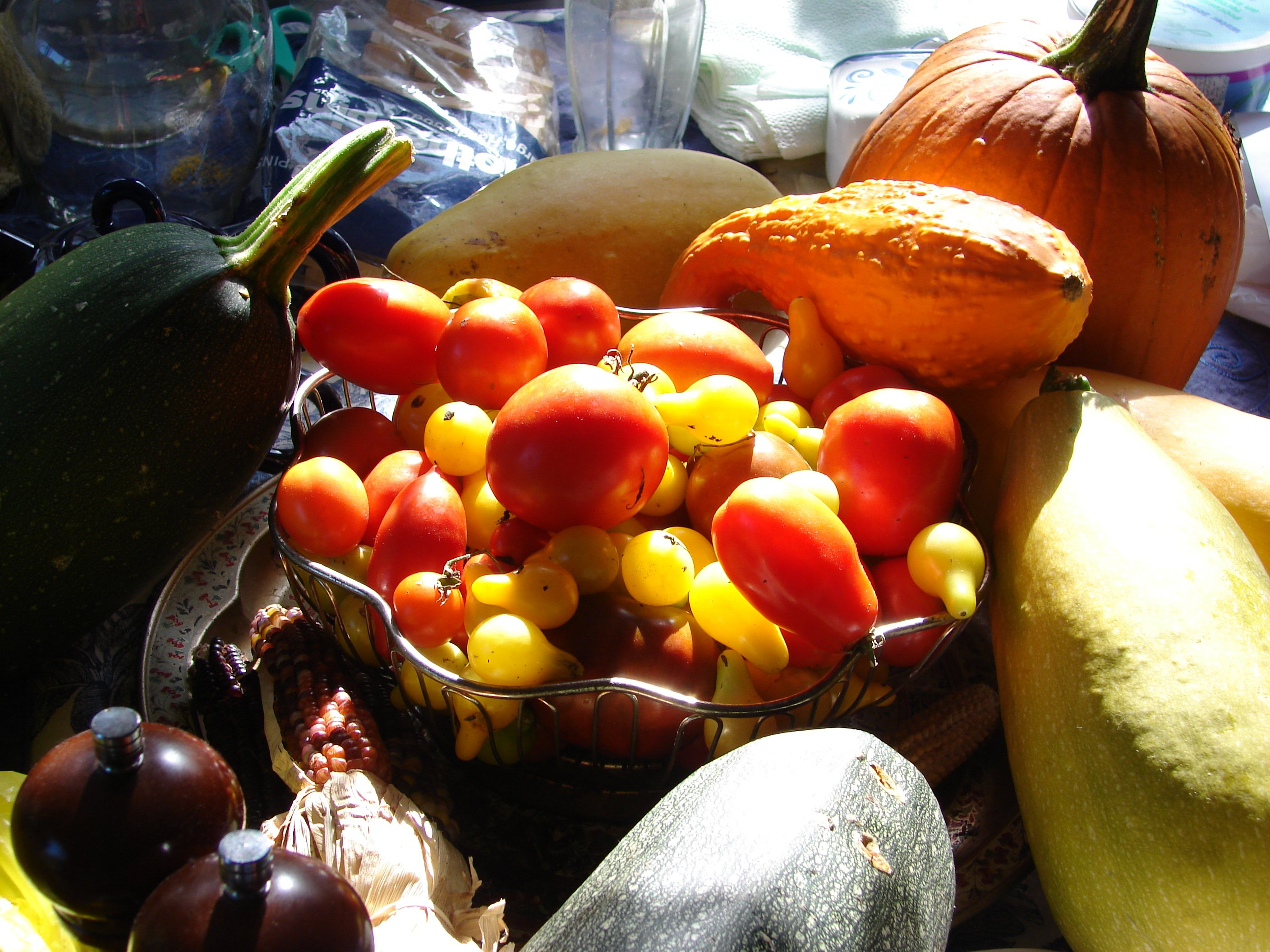
Các loại trái thường được xem là rau quả, bao gồm nhiều loại cà chua và bí

"Không có hạt" là một điểm nổi bật và quan trọng của các loại quả trong thương mại. Các loại cây trồng như chuối và dứa là những ví dụ về quả không hạt. Một số cây trồng thuộc chi Cam chanh (đặc biệt là cam naven), các loại quất, quýt, nho tươi, bưởi chùm và dưa hấu đều có giá trị cao nếu chúng không có hạt. Trong một số loại quả, không có hạt là kết quả của một quá trình đặc biệt, và quả được tạo ra mà không cần sự thụ tinh (parthenocarpy). Việc tạo quả không hạt có thể cần hoặc không cần sự thụ phấn nhưng đa số các loại quả không hạt thuộc chi Cam chanh đều cần sự kích thích từ sự thụ phấn để được tạo ra.
Chuối với nho không hạt là ở thể tam bội, và không có hạt là kết quả của việc loại bỏ cây ở dạng phôi khi được tạo ra bằng sự thụ tinh. Hiện tượng đó gọi là "stenospermocarpy" và cũng cần thụ phấn với thụ tinh bình thường.

## Phân tán hạt

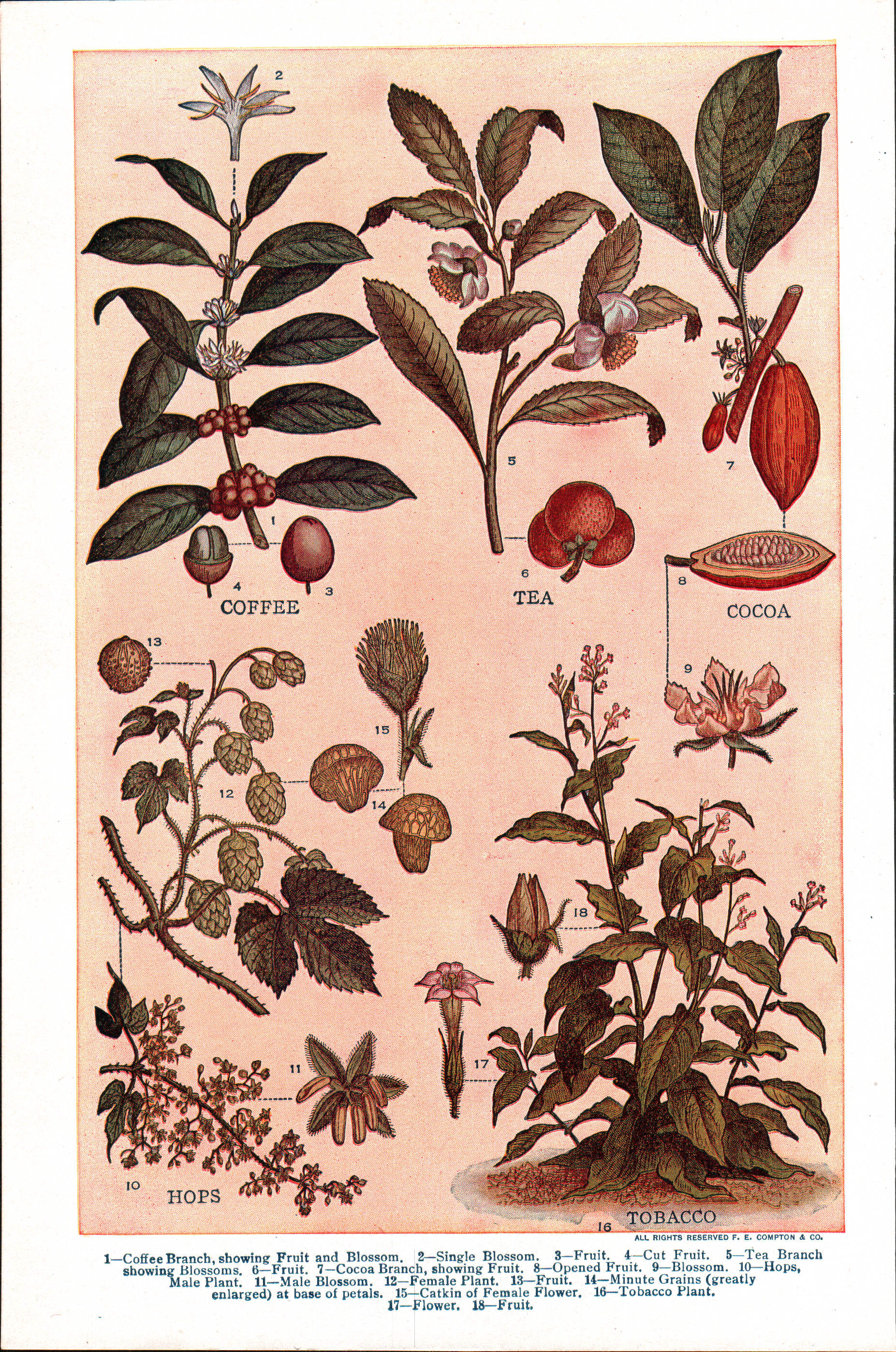
Hình minh họa trong sách The New Student's Reference Work năm 1914

Kết cấu các loại quả rất đa dạng và phụ thuộc nhiều vào phương pháp phân tán hạt của chúng. Sự phân tán hạt có thể được thực hiện bởi động vật, sức gió, nước và sự tự nẻ. Vài loại quả có lớp vỏ bên ngoài được phủ gai hoặc lông bám, vừa có thể ngăn các loại động vật ăn chúng, vừa có thể bám được vào lông, lông vũ hoặc chân của các loại động vật, sử dụng chúng làm tác nhân phân tán. Ví dụ như Ké đầu ngựa, quả cây kỳ lân (Unicorn plant)…
Phần thịt có vị ngọt của nhiều loại quả thu hút các loại động vật một cách "chủ ý", và như thế các hạt nằm ở trong sẽ được đưa đi một cách "vô ý" rồi được thả ở rất xa cây mẹ. Cũng như thế, phần nhân có dầu và đầy dưỡng chất của các loại quả hạt sẽ thu hút các loài gặm nhấm (chẳng hạn như sóc) và được chúng tích trữ dưới mặt đất để tránh bị thiếu ăn vào mùa đông. Và do đó, những hạt nào chưa bị ăn sẽ có cơ hội nảy mầm và cách xa cây mẹ.
Những loại quả khác được kéo dài và làm dẹt một cách tự nhiên vì vậy chúng trở nên rất mỏng, như cánh chim hay của trực thăng, ví dụ như quả cây thích, cây du, Tuliptree … Đây là một cơ chế tiến hoá để tăng khoảng cách phân tán nhờ sức gió ra xa khỏi cây mẹ. Các loại quả phân tán hạt nhờ sức gió khác lại có một chiếc dù nhỏ, ví dụ như bồ công anh, cây diếp củ.
Quả dừa có thể trôi nổi hàng ngàn dặm trên đại dương để phân tán hạt. Vài loại quả khác có thể phân tán hạt nhờ nước là dừa nước và dứa dại.
Vài loại quả có thể "bắn" hạt đi rất xa (có thể đến 100m với quả cây vông đồng) thông qua cơ chế tự nẻ và những cơ chế khác. Ví dụ như quả cây bóng nước, dưa chuột nổ.

## Sử dụng

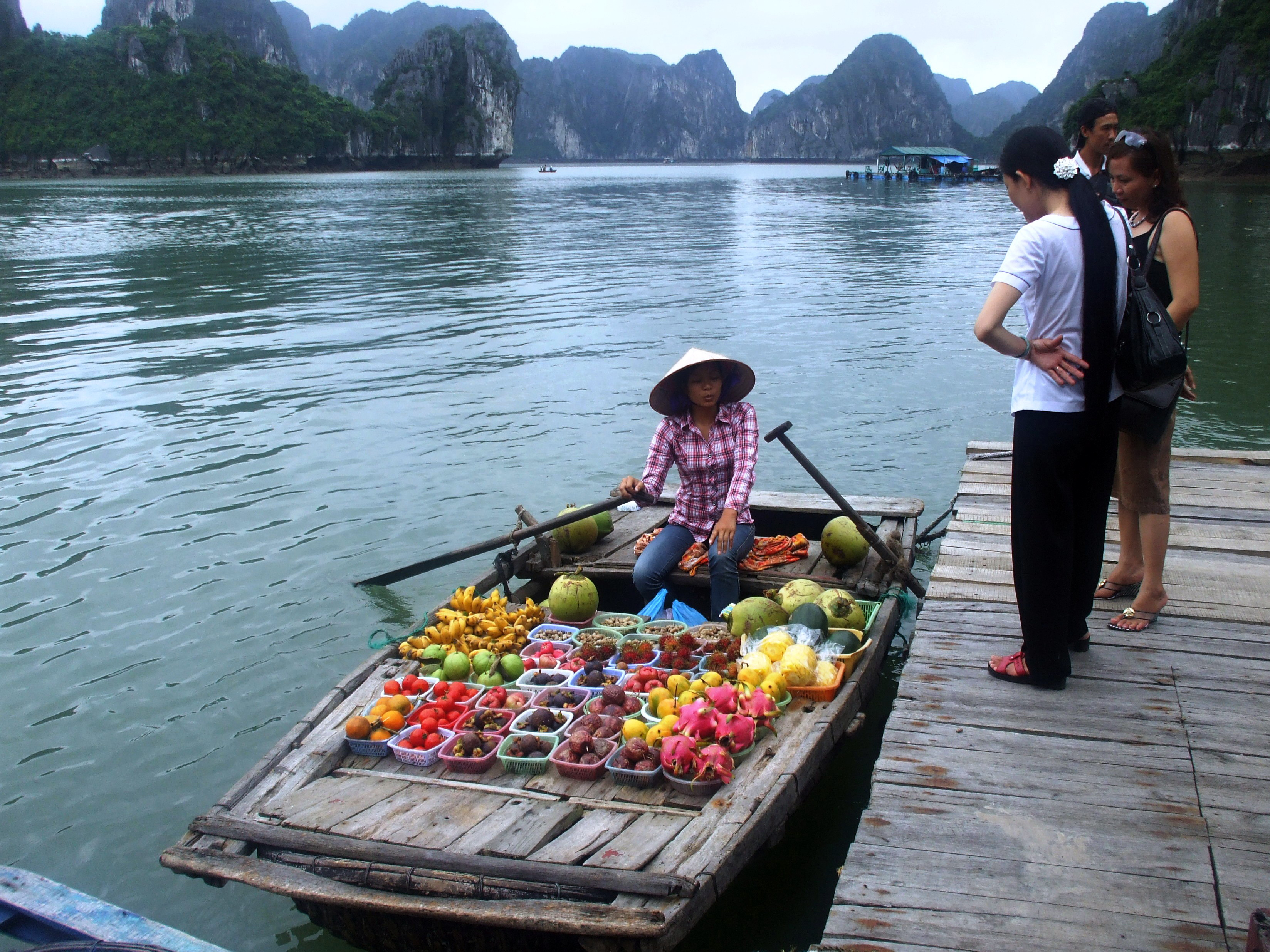
Thuyền bán trái cây trên vịnh Hạ Long

Hàng trăm loại quả, bao gồm loại có thịt như táo, đào, lê, kiwi và dưa hấu đều có giá trị thương mại vì được dùng làm thức ăn cho người. Chúng có thể được ăn sống, làm mứt hoặc bảo quản theo nhiều cách. Quả cũng được dùng để làm ra các sản phẩm như bánh kếp, bánh ốc quế, bánh quy, bánh nướng xốp, sữa chua, kem lạnh, bánh ngọt và nhiều loại khác. Nhiều loại quả được dùng làm thức uống, chẳng hạn như nước ép (cam, táo, nho…), hoặc thức uống có cồn. Táo, dứa,vải thường được dùng làm giấm. Quả cũng được dùng làm quà tặng (Giỏ Quả)
Nhiều loại rau quả là "quả" về mặt thực vật học, bao gồm cà chua, ớt chuông, cà tím, đậu bắp, bí, bí ngô, đậu cô-ve, dưa chuột và bí ngòi. Quả ô liu được ép lấy dầu. Các loại gia vị như vani, ớt cựa gà, ớt Jamaica, hồ tiêu được lấy từ quả mọng của chúng.

### Giá trị dinh dưỡng

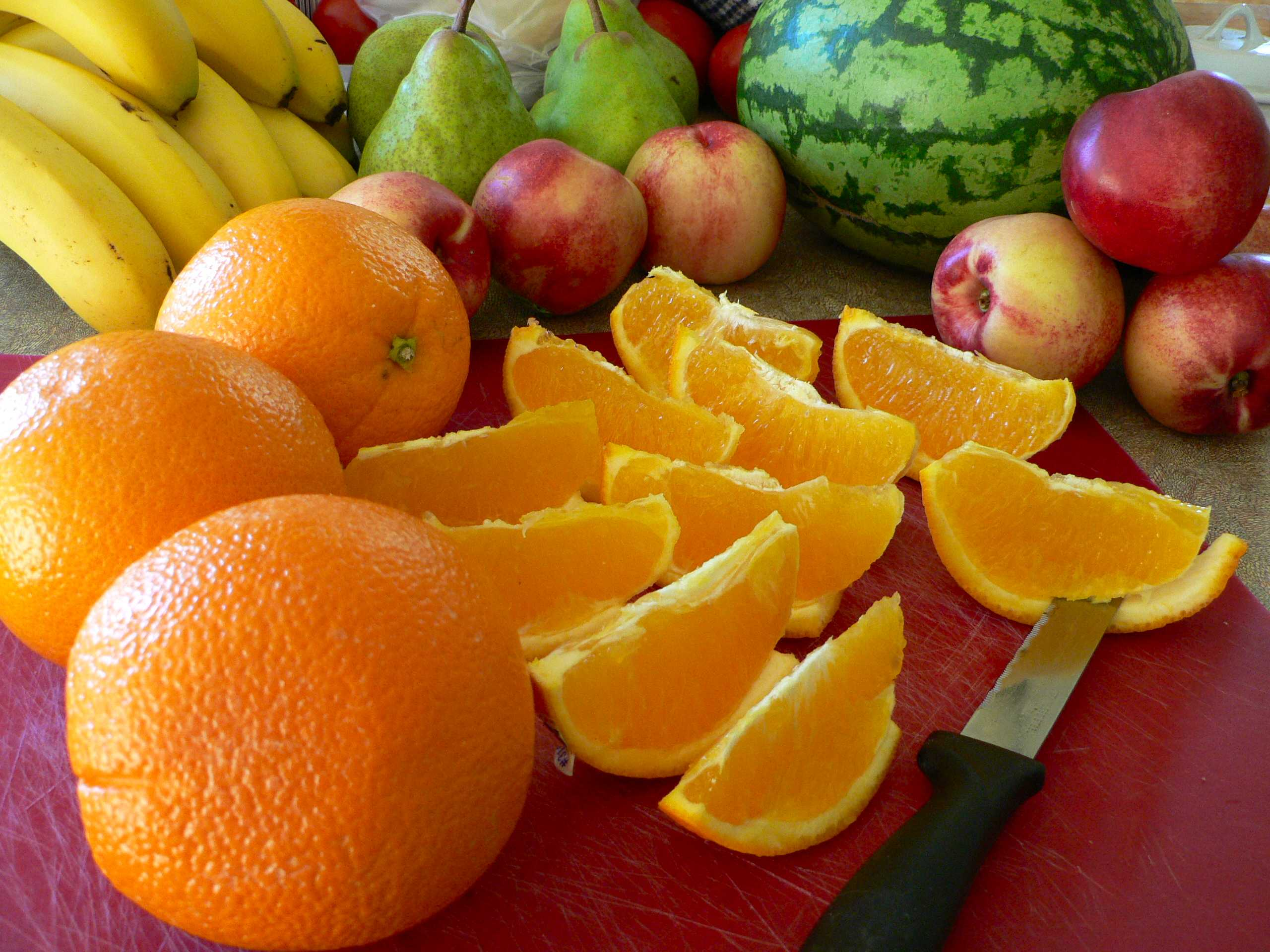
Cam, chuối, lê, táo, và dưa hấu.

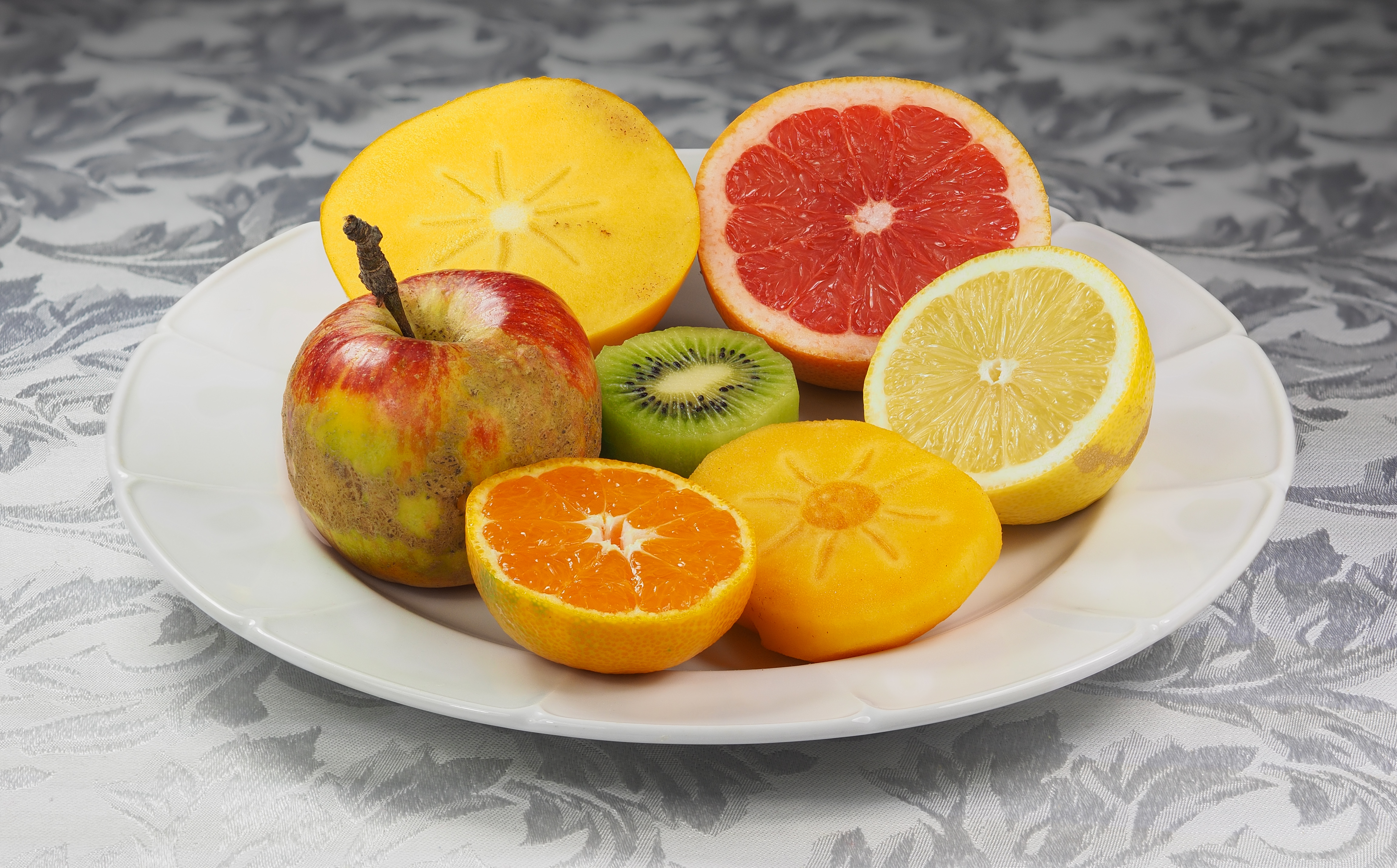
Một vài loại quả không hạt. Quả không hạt là quả được phát triển để không có hạt trưởng thành. Khi tiêu thụ trái cây không hạt thường dễ dàng hơn và thuận tiện hơn, chúng được coi là có giá trị thương mại.

Các loại quả thường có nhiều chất xơ, nước, vitamin C và đường, dù rằng lượng đường thay đổi nhiều tùy vào loại quả. Như trong quả chanh, lượng đường chiếm rất ít nhưng trong quả chà là tươi lại chiếm đến 61% khối lượng. Các loại quả còn chứa nhiều hóa chất thực vật mà vẫn chưa được đưa vào bảng dữ liệu về dinh dưỡng liệt kê theo tiêu chuẩn RDA/RDI (Recommended Dietary Allowance / Recommended Daily Intake), và những chất mà việc nghiên cứu đã đưa ra lượng cần thiết để kéo dài sức khỏe tế bào hoặc phòng ngừa các bệnh. Thường xuyên ăn quả sẽ giúp giảm nguy cơ ung thư, các bệnh về tim mạch, đột quỵ, bệnh Alzheimer, các bệnh về mắt, và một số chức năng gây lão hóa.
Khẩu phần ăn với một lượng Kali thích hợp từ trái cây và rau quả cũng giúp làm giảm nguy cơ sỏi thận hoặc loãng xương. Các loại quả cũng có lượng calori thấp, giúp giảm được lượng calori tiêu thụ hàng ngày, có vai trò như khẩu phần ăn giúp giảm cân.

### Phương pháp sử dụng (phi thực phẩm)
Vì các loại quả đóng một vai trò rất quan trọng trong khẩu phần ăn của con người, nhiều nền văn hóa khác nhau đã phát triển những cách sử dụng khác nhau cho nhiều loại quả mà họ không phải ăn chúng. Nhiều loại quả được sử dụng để trang trí sắp xếp cùng với hoa khô, ví dụ như quả cây kỳ lân (unicorn plant), sen, lúa mì, chi Bông tai…Những loại cây để trang trí thường được trồng để lấy các quả có màu sặc sỡ, ví dụ như cây nhựa ruồi, pyracantha, viburnum, skimmia, chi Tử châu, cây bụi be ri và cotoneaster.

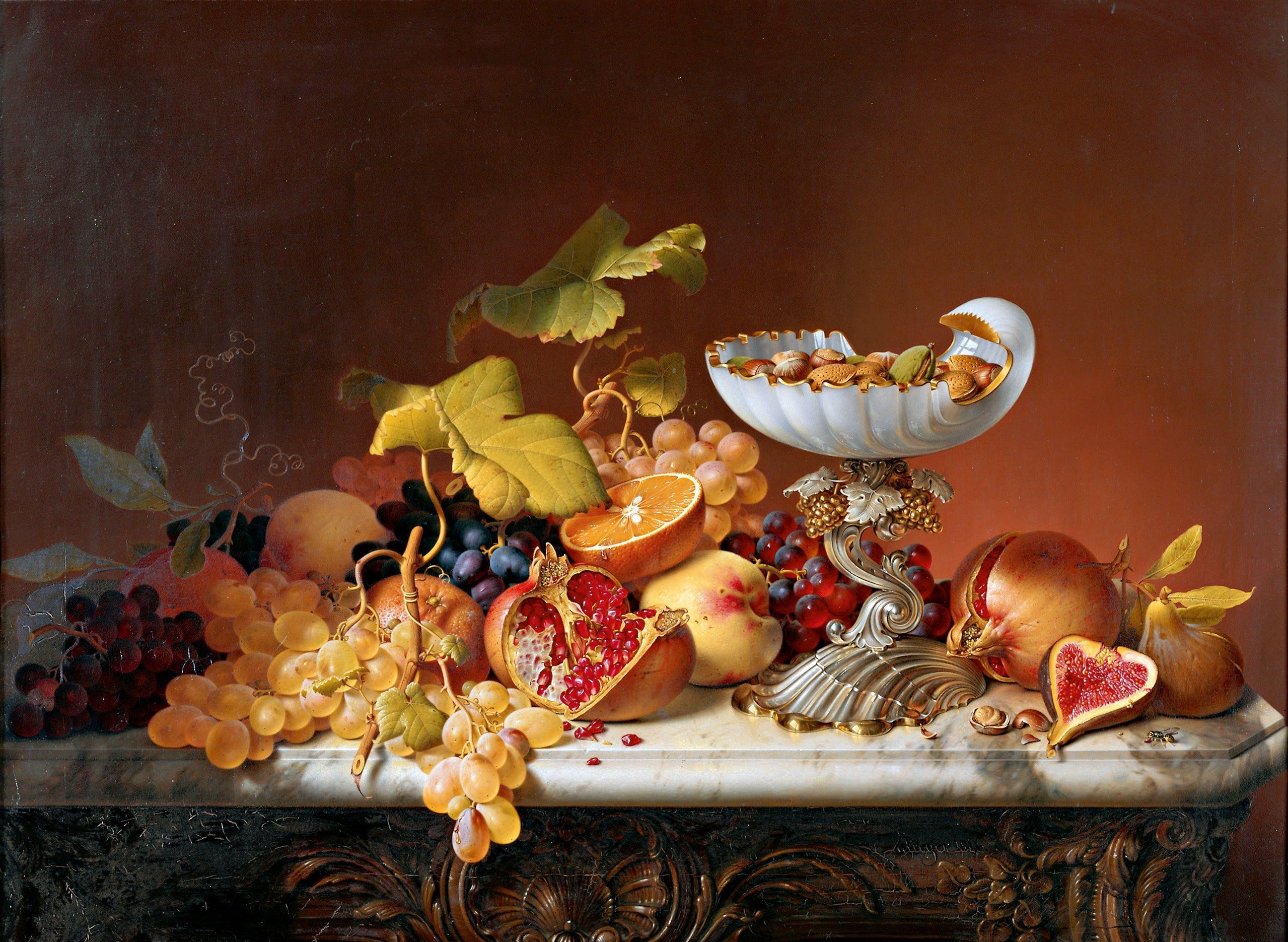
Bàn trái cây, tác phẩm của Johann Wilhelm Preyer

Quả cây anh túc là nguồn thuốc phiện có chứa các hóa chất như morphine và codeine, cũng như paramorphine (thebaine) là chất không hoạt động về mặt sinh học, thường được dùng để tổng hợp oxycodone. Quả osage orange (thực vật có hoa trong họ Moraceae) được dùng để xua đuổi các loài gián. Quả cây thanh mai cho nhựa để làm nến. Nhiều loại quả được dùng làm thuốc nhuộm tự nhiên, ví dụ như quả óc chó, quả cây sơn, quả anh đào và dâu tằm. Các loại bầu khô được dùng để trang trí, làm bình đựng nước, làm tổ chim, nhạc cụ, tách và đĩa. Quả bí ngô được chạm khắc làm lồng đèn trang trí trong Lễ hội Halloween. Quả có gai của cây ngưu bàng hay ké đầu ngựa là nguồn cảm hứng để phát minh ra loại khóa dán Velcro.
Xơ dừa được dùng làm các loại thảm chùi chân, bàn chải, đệm, tấm lát sàn, bao tải, vật cách điện và phần độn trong các vật chứa cây trồng. Vỏ quả dừa được dùng làm các loại quà lưu niệm, chén, tô, nhạc cụ, và tổ chim.
Các loại quả cũng thường được dùng làm đề tài cho tranh tĩnh vật.

### Những loại trái cây gây tăng cân, béo phì
Trái cây là nguồn cung cấp vitamin và muối khoáng quan trọng trong chế độ ăn của mỗi người, vì ăn trực tiếp không qua nấu nướng nên trái cây giữ nguyên được hàm lượng vitamin và khoáng chất, song nó chứa nguồn chất xơ dồi dào, tốt cho sức khỏe cũng như việc giữ dáng, giảm cân. Do đó, một số người cho rằng ăn nhiều trái cây sẽ không bị béo. Thậm chí, những người bị thừa cân béo phì lại chọn cách nhịn ăn cơm, thay bằng trái cây để giảm cân. Tuy nhiên, hành động này lại khiến cân nặng không giảm mà còn tăng lên do ăn những loại trái cây chứa rất nhiều hàm lượng đường. Không phải loại trái cây nào cũng có tác dụng giảm cân. Trong đó, người thừa cân nên chú ý đến các loại trái cây chín. Ví dụ nếu chúng ta ăn hai quả chuối tiêu loại 100 g, năng lượng cũng bằng ăn một bát cơm, ăn một quả na, một quả xoài loại 200-250 g hoặc ăn 300 g mít, vải, nhãn cũng tương đương với một bát cơm. Chính vì vậy, nếu nhịn ăn cơm mà ăn nhiều các loại quả ngọt, cơ thể vẫn bị tăng cân là chuyện đương nhiên.
Đặc biệt, vào mùa hè nóng nực, những người thừa cân béo phì, bệnh nhân đái tháo đường không nên ăn nhiều các loại quả như mít, dứa, xoài, vải, nhãn. Những loại quả này có hàm lượng đường vô cùng cao, cung cấp nhiều năng lượng nếu ăn nhiều sẽ có nguy cơ bị thừa cân béo phì hoặc làm tăng lượng đường trong máu (độ ngọt của những loại quả này tương dương với đường mía, đường thốt nốt, siro phong và mật ong).
Nếu muốn giảm cân hoặc giữ gìn vóc dáng, bạn nên ăn dưa chuột, bơ sáp, bưởi, quả mọng, đu đủ và chanh vàng, chanh dây,... là những loại trái cây ít đường, góp phần giảm béo, giảm lượng mỡ dư thừa trong máu.

## Vấn đề an toàn

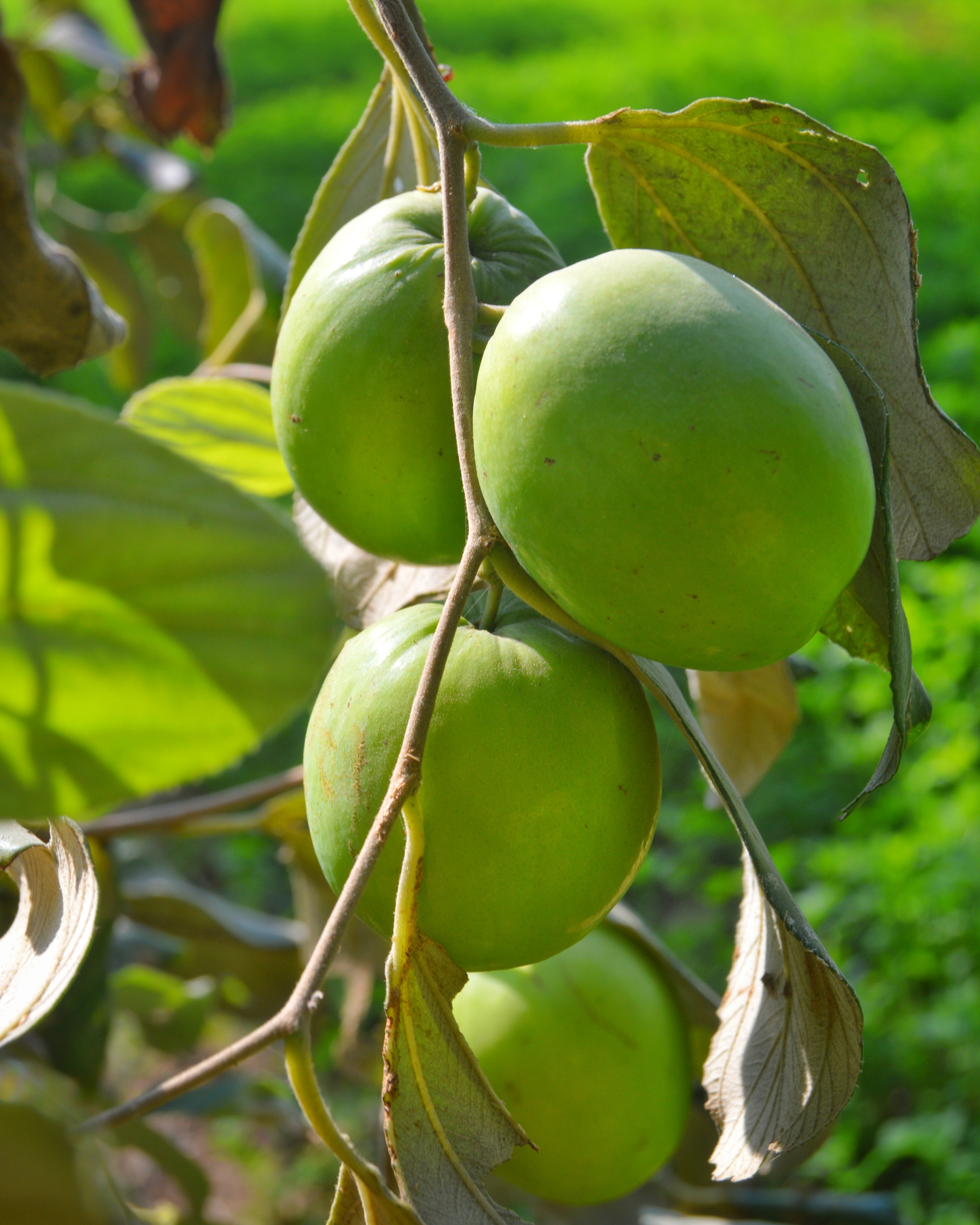
Táo ở Ấn Độ

Vì vấn đề an toàn thực phẩm, Trung tâm kiểm soát và phòng ngừa dịch bệnh Hoa Kỳ (Tiếng Anh: Centers for Disease Control and Prevention, viết tắt là CDC) khuyến nghị mọi người xử lý và chế biến các loại quả một cách hợp lý để giảm nguy cơ ngộ độc thực phẩm. Trái cây và rau quả tươi nên được lựa chọn một cách cẩn thận. Khi mua tại cửa hàng, không nên chọn các quả đã bị trầy xước hay dập. Nếu đã được cắt sẵn, ta nên cho vào tủ lạnh hoạc ướp đá ngay. Trái cây và rau quả nên được rửa sạch trước khi sử dụng, kể cả với các loại quả có vỏ bóng hoặc vỏ không ăn được. Chỉ nên rửa ngay trước khi chế biến để tránh bị hỏng sớm. Trái cây và rau quả cần tránh tiếp xúc với các thực phẩm sống khác như thịt, hải sản cũng như các dụng cụ làm bếp mà đã tiếp xúc với những món trên. Nếu đã lỡ tiếp xúc nhưng ta không định sử dụng ngay, thì ta nên bỏ chúng đi. Trái cây và rau quả đã cắt, gọt vỏ hoặc đã chế biến thì nên cho vào tủ lạnh trong vòng hai giờ. Sau một khoảng thời gian nhất định, các vi khuẩn có hại có thể phát triển và làm tăng nguy cơ ngộ độc thực phẩm.

## Sản xuất
Hầu hết các loại quả đều được sản xuất bằng phương pháp trồng trọt truyền thống. Tuy nhiên, sản lượng từ phương pháp trồng hữu cơ cũng đang tăng lên.

## Lưu giữ
Hormone thực vật là êtilen có thể làm chín nhiều loại quả. Bảo quản các loại quả bằng dây chuyền lạnh hiệu quả là phương pháp tối ưu để lưu giữ sau khi thu hoạch, với mục đích đảm bảo và kéo dài thời gian lưu giữ. Các loại quả đều cho lợi nhuận nếu lưu giữ một cách hợp lý sau khi thu hoạch.